# قلعة دختر (فردوس)
قلعة دختر هي قلعة تاريخية تعود إلى عصر الدولة الإسماعيلية النزارية، وتقع في فردوس.